# Michalis Sifakis
Michalis Sifakis (Heraclión, Creta, Grecia, 9 de septiembre de 1984) es un futbolista de Grecia. Juega de portero y actualmente se encuentra sin equipo. Es hijo del entrenador Myron Sifakis.

## Selección nacional
Ha sido internacional con la Selección de fútbol de Grecia, ha jugado 15 partidos internacionales.

## Clubes
| Club                | País    | Temporadas |
| ------------------- | ------- | ---------- |
| OFI Creta           | Grecia  | 2002-2007  |
| Olympiacos F. C.    | Grecia  | 2007-2008  |
| Aris Salónica F. C. | Grecia  | 2008-2012  |
| Charleroi SC        | Bélgica | 2012-2013  |
| Atromitos FC        | Grecia  | 2013-2014  |
| Levadiakos          | Grecia  | 2014-2015  |
| KV Kortrijk         | Bélgica | 2015-2017  |
| Samsunspor          | Bélgica | 2017-2018  |